# 土居甫
土居 甫（どい はじめ、1936年（昭和11年）10月8日 - 2007年（平成19年）9月14日）は、日本の振付師。血液型A型。日本振付家協会常任理事。愛媛県北宇和郡津島町（現・宇和島市）出身。

## 来歴・人物
1955年、作家の獅子文六を頼って上京し書生をした後、東京芸能学校（一期生）に入学。1957年に東宝演劇部所属となり、東宝ミュージカル・東宝歌舞伎・日劇ダンシングチーム・日劇ミュージックホール・新宿コマ劇場などに出演。
1961年から1969年まで日本テレビ『シャボン玉ホリデー』にレギュラー出演し、ザ・タイガース、ザ・ピーナッツなどの振付を担当。
1971年から『スター誕生!』（日本テレビ）で、花の中三トリオ（森昌子・桜田淳子・山口百恵）、石野真子、ピンク・レディー他番組出身のタレントなどの振付を担当。また『笑っていいとも!』（フジテレビ系列）のいいとも青年隊の振付を1982年10月の番組開始時から担当していた。タモリが司会を務めていた『今夜は最高!』（日本テレビ系列）の振付も担当していた。
1996年7月、『とんねるずのカバチ』（TBS）の石橋貴明・男塾でも振付を担当していた。
パーキンソン病を発症した後も、闘病しながら振付師としての活動を続けていたが、2007年9月14日に悪性リンパ腫で死去。70歳没。信子（しんし、戒名にあたる）は「天童子甫耀院」。
ボーカルグループのMULTI MAXの元メンバー淺井ひろみとは親戚である。

## 著書
- 俺とピンク・レディー 振付け・土居甫の世界（1978年7月出版）
- 山の向こうはなんだろう（2003年1月出版）

## 演じた俳優
- 榊英雄 - 『ヒットメーカー 阿久悠物語』（2008年・日本テレビ）
- 迫田孝也 - 『アイドル誕生 輝け昭和歌謡』（2023年・NHK BSプレミアム4K）